# Platysenta luxa
Platysenta luxa är en fjärilsart som beskrevs av Augustus Radcliffe Grote 1875. Platysenta luxa ingår i släktet Platysenta och familjen nattflyn. Inga underarter finns listade i Catalogue of Life.